# Přírodní park Velký Kosíř
Přírodní park Velký Kosíř se nachází na pomezí okresů Olomouc a Prostějov, v jihovýchodním výběžku Bouzovské vrchoviny.

## Charakteristika
Charakter přírodních podmínek je dán dvěma odlišnými krajinnými oblastmi – část nížiny Hornomoravského úvalu (Haná), která je teplá a sušší s množstvím polí a jiné zemědělské půdy spolu s říčkami a nížinnými lesíky a částí ohraničenou ze severu Zábřežskou vrchovinou a z jihu Drahanskou vrchovinou, které jsou chladnější a vlhčí – se řadou příkrých údolí a vodních toků zaříznutých do kopců. Specifickou oblastí je Velký Kosíř na severu regionu s velkým lesním komplexem a přírodním parkem. Málo probádané a zajímavé je Konicko (široké údolí sevřené mezi kopci) a Protivanovsko (náhorní plošina s prameny většiny toků – jako klín zaříznutá mezi okresy Blansko a Vyškov.).

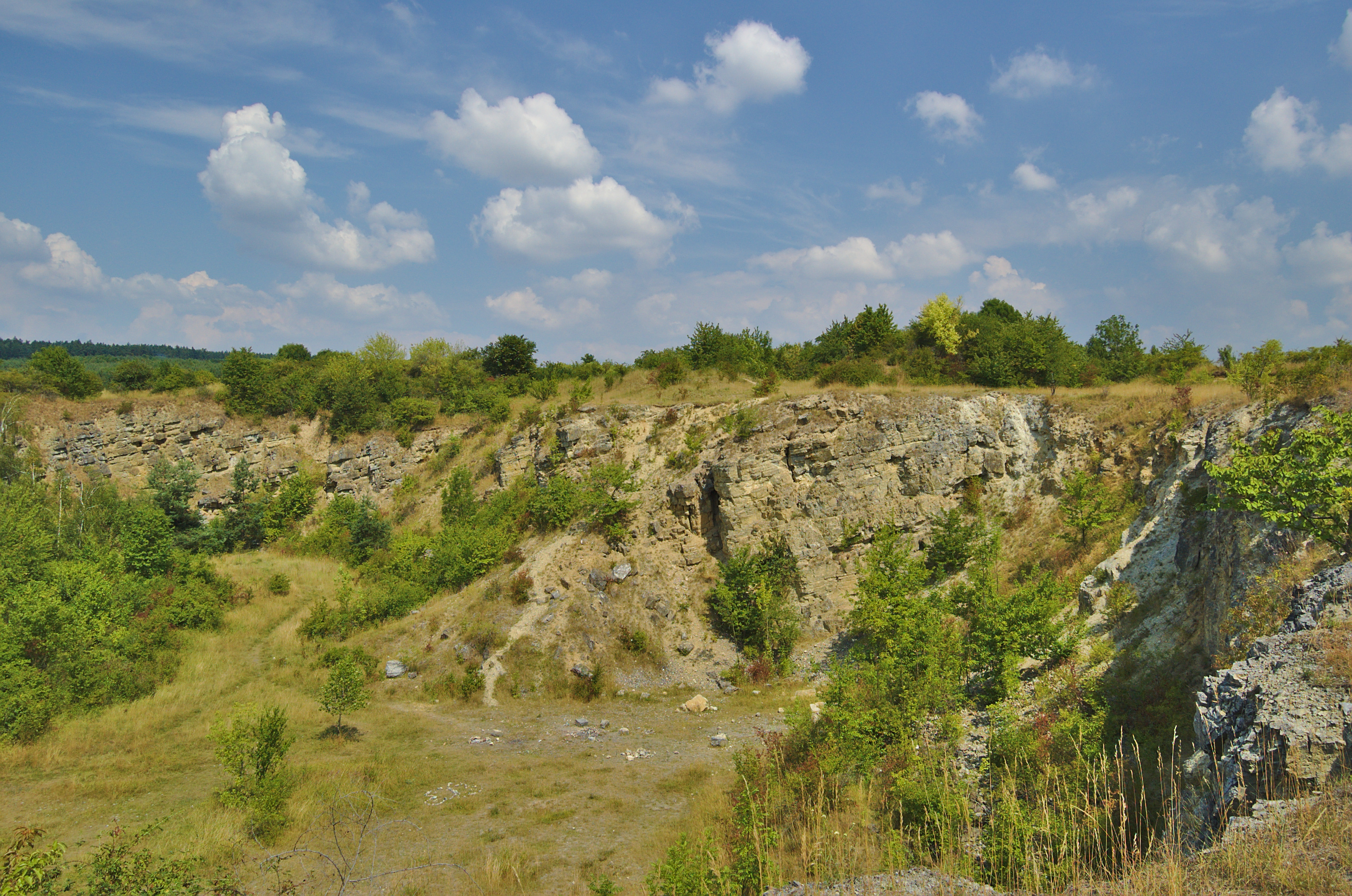
Národní přírodní památka Kosířské lomy – Státní lom

Přírodní park Velký Kosíř je chráněná lokalita v nejjižnějším výběžku Zábřežské vrchoviny. Stejnojmenný vrchol Velký Kosíř se svými 442 metry je nejvyšším vrcholem Hané. Tento zalesněný plochý kopec s nejbližším okolím je přírodním parkem s naučnou stezkou o rozloze 19,6 km² a vyhlášen byl roku 2000 Okresními úřady v Olomouci a Prostějově. Jeho posláním je zachovat typický krajinný ráz s jeho přírodními, estetickými a biologickými hodnotami. Nejvýznamnějšími lokalitami parku jsou přírodní rezervace Malý Kosíř, národní přírodní památka Kosířské lomy (dříve národní přírodní památky Růžičkův lom a Státní lom a přírodní památka Vápenice), přírodní rezervace Andělova zmola a přírodní památka Studený kout.
Velký Kosíř je z jižní strany porostlý zakrslou doubravou se suchomilnou vegetací. Mnohé druhy zde rostou na nejsevernější hranici svého rozšíření. Kosíř je znám i archeologickými nálezy. Na východních svazích lze nalézt pazourkové nástroje ze starší doby kamenné, byla zde nalezena Kosířská Venuše (což je torzo hliněné sošky ženy z mladší doby kamenné). Významné jsou i pozůstatky hradiště v poloze u Varhan, několik mohylových pohřebišť a řada dalších nálezů.
Během pozorování v letech 1992–2003 bylo na území přírodního parku zaznamenáno 106 druhů ptáků.

## Turistika
Na vrcholu Velkého Kosíře se nalézá rozhledna z roku 2013 vysoká 28 metrů.

### Naučné stezky
K pěším túrám i cyklistickým výletům – na horských kolech – je velmi vhodná a turistickými značkami značená Naučná stezka Velký Kosíř. Ta vede z Čelechovic po lesní asfaltové cestě na vrchol Velkého Kosíře, dále kamenitým úvozem dolů do obce Čechy pod Kosířem a po hlinité pěšině zvané „Hraběcí cesta“ zpět. Naučná stezka Velký Kosíř II pak vede z obce Slatinice na Velký Kosíř, odtud dolů do obce Slatinky a z nich přes Malý Kosíř zpět do Slatinic.

## Fotogalerie

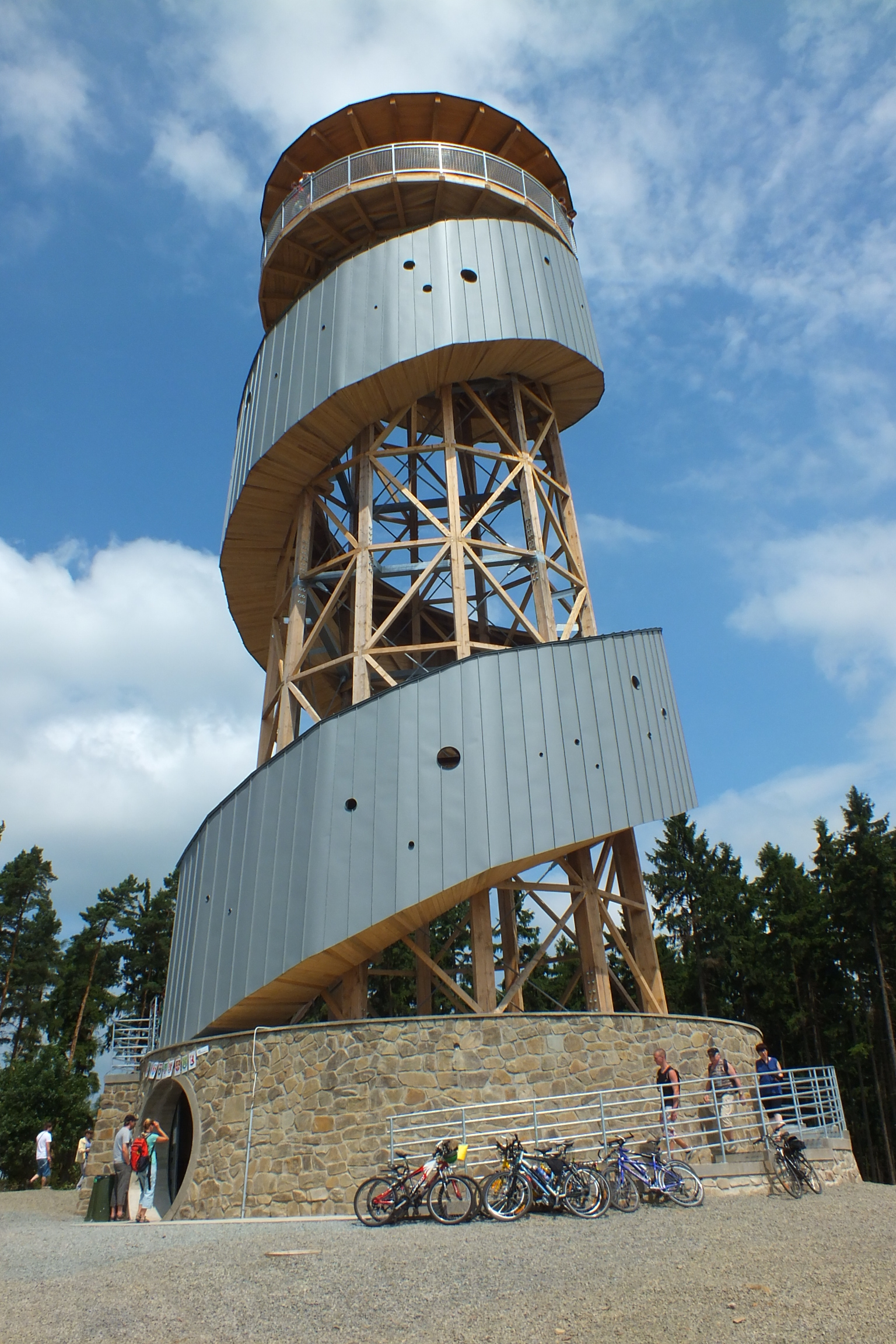
Rozhledna na vrcholu Velkého Kosíře
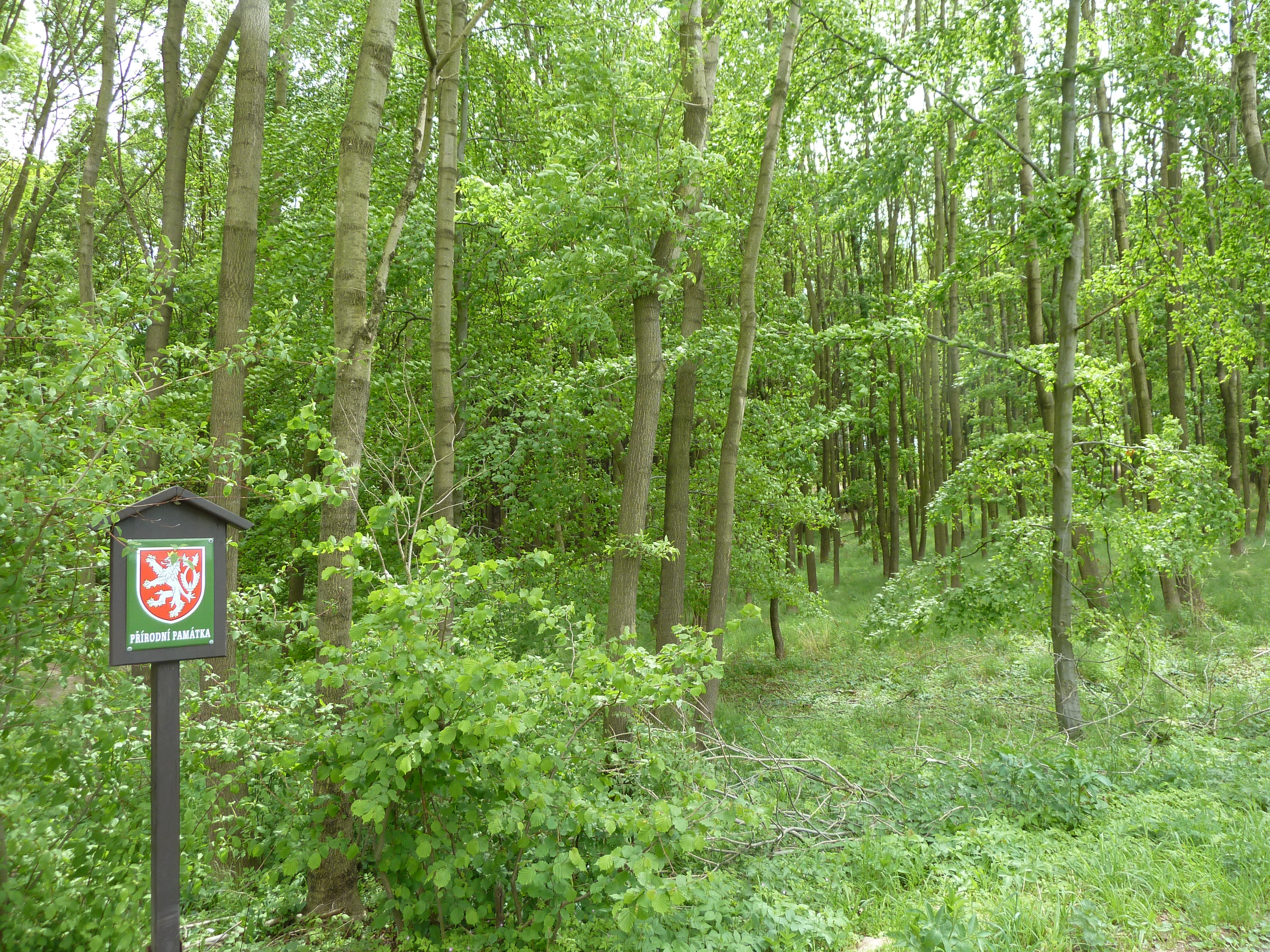
Přírodní památka Studený kout
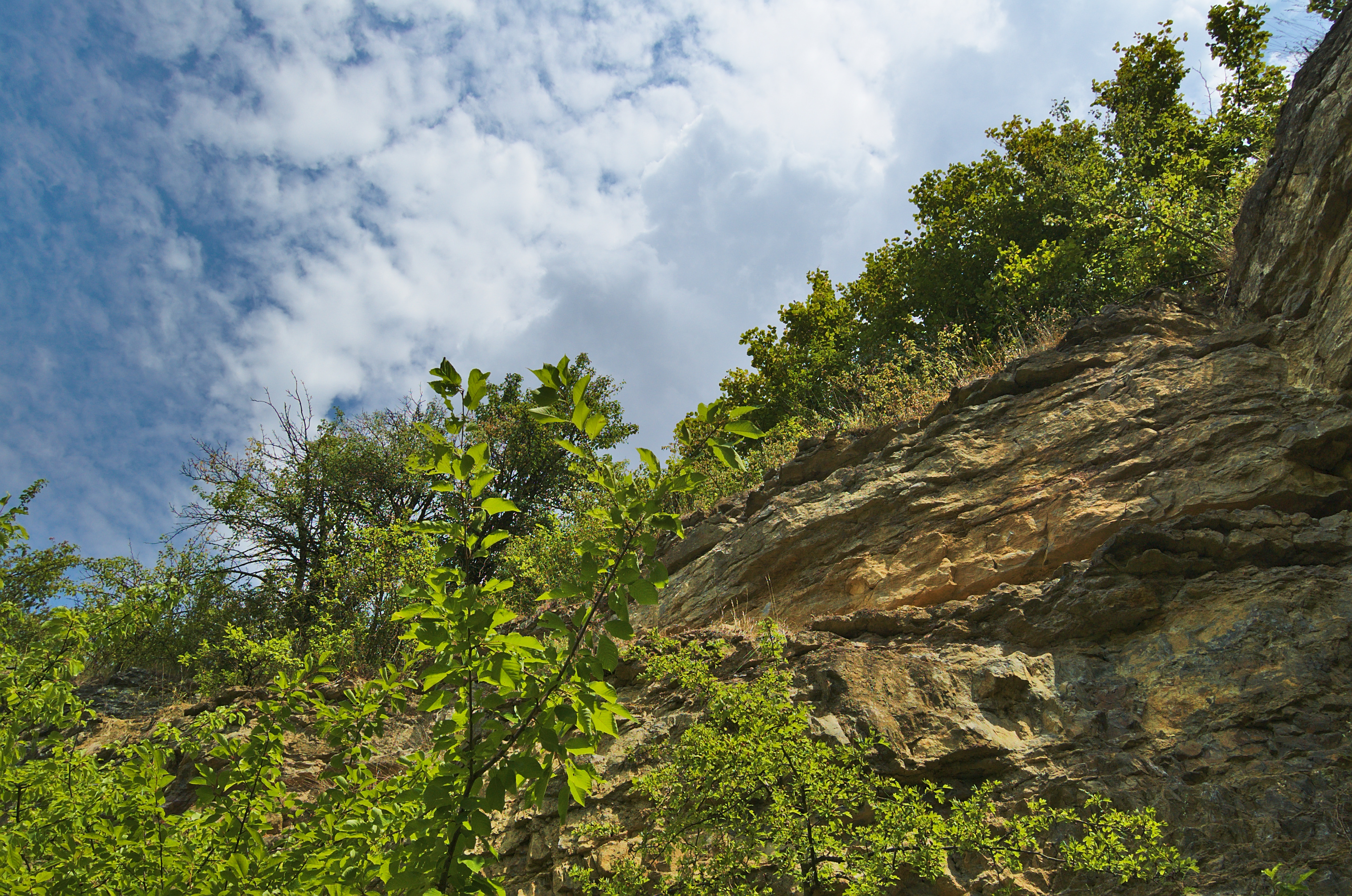
NPP Kosířské lomy – Růžičkův lom
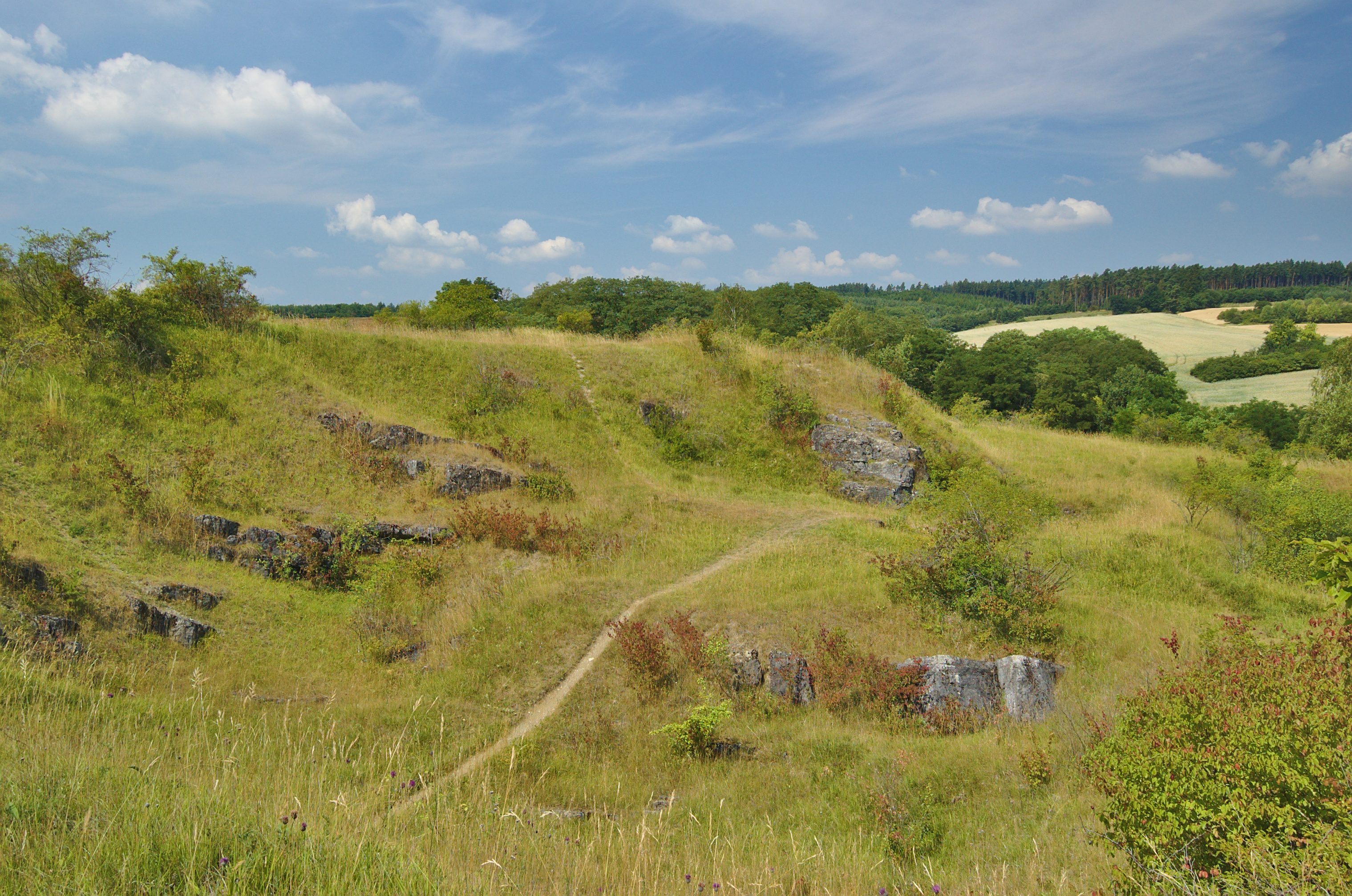
NPP Kosířské lomy – Vápenice
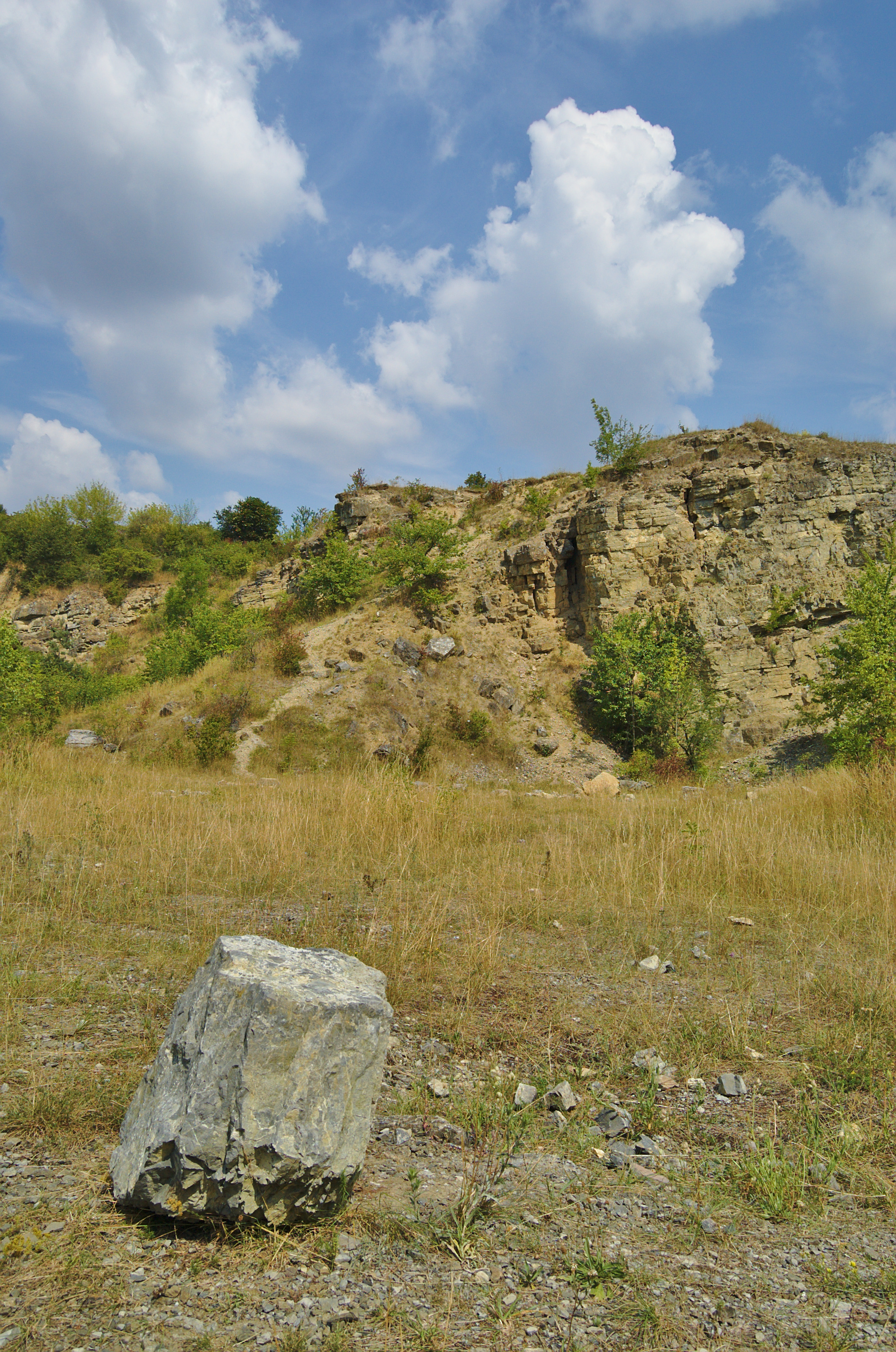
NPP Kosířské lomy – Státní lom
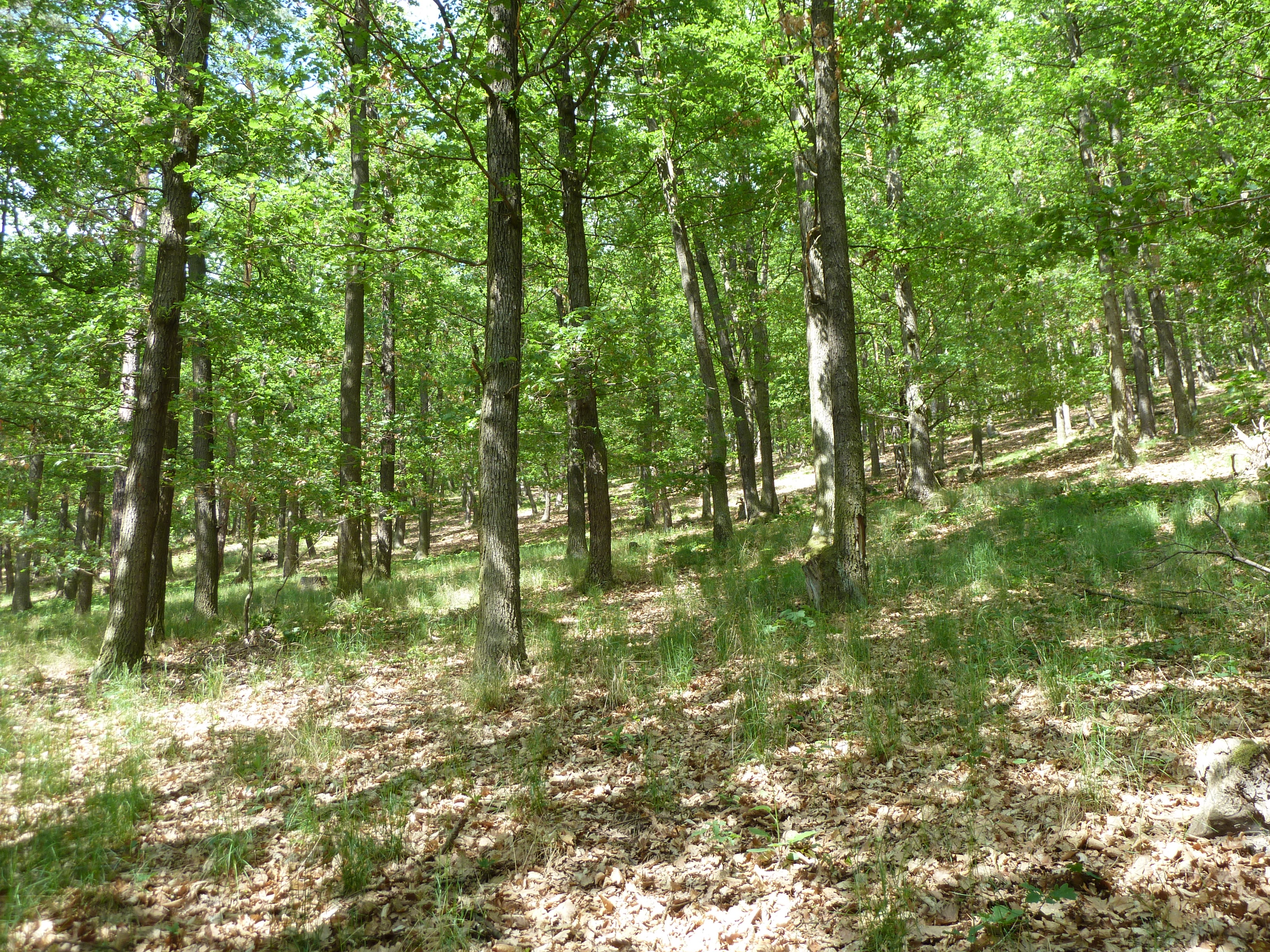
Přírodní rezervace Andělova zmola
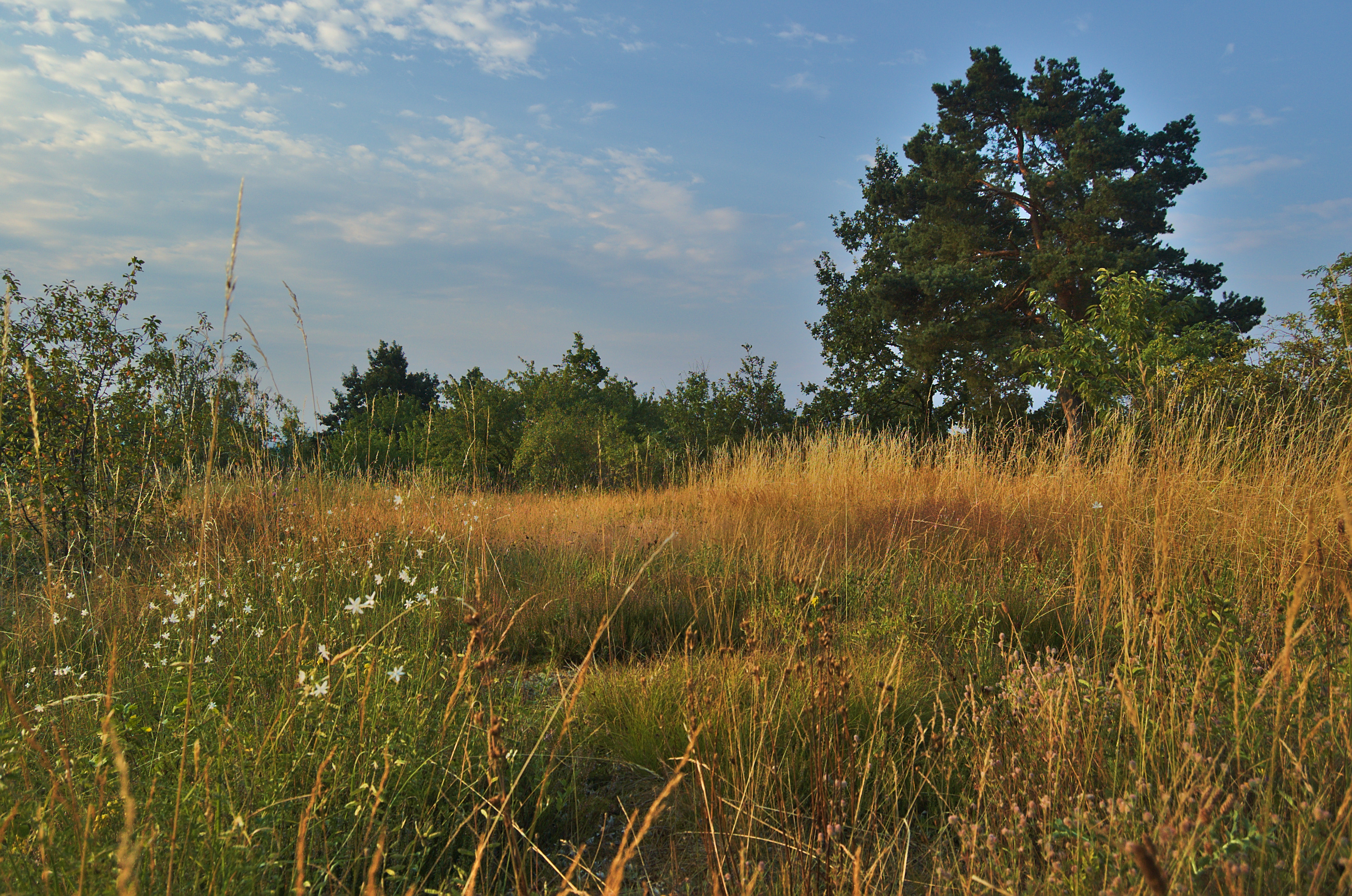
Přírodní rezervace Malý Kosíř
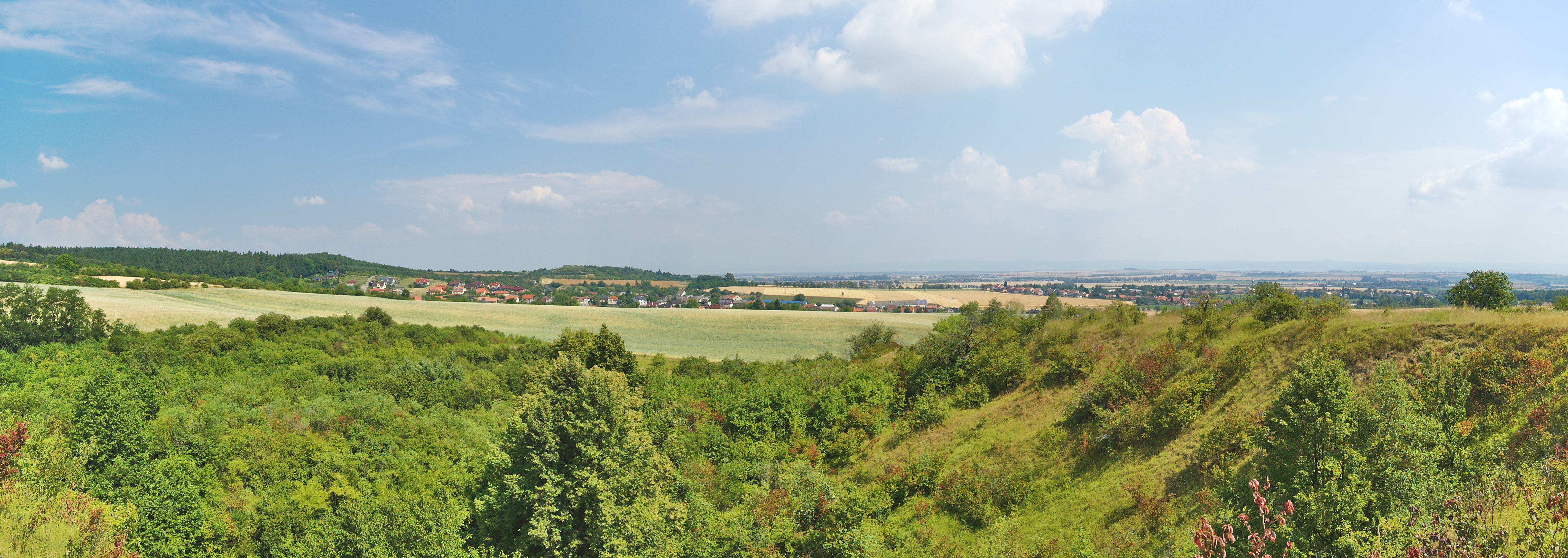
NPP Kosířské lomy – Vápenice